# Sebennytos
Sebennytos was een stad in de Egyptische oudheid en staat tegenwoordig bekend als Samannud, vlak bij Damietta. Het is een stad in de Nijldelta van Neder-Egypte.

## Naam van de stad
De stad stond onder de oude Egyptenaren bekend als Tjebnoetjer, in het Grieks werd het Sebennytos (Grieks: Σεβέννυτος) en later Sebennytus.

## Historie
Sebennytos was in de oudheid een belangrijke plaats vanwege zijn gunstige ligging voor handel. Het dichtslibben van de kanalen sinds de oudheid zorgde ervoor dat deze stad vergeten werd.
De stad was de hoofdstad van de twaalfde nome.
De stad is bekend als de geboortestad van Manetho, de samensteller van de koningslijst van Egypte. Het is ook de geboortestad van de koningen van de 30e dynastie van Egypte.

## Religie
In de stad stond een tempel voor de lokale god Onoeris-Sjoe. Tegenwoordig is dit een ruïne en zijn de blokken steen gegraveerd met namen als Nectanebo I, Nectanebo II, Alexander IV, Philippus Arrhidaeus en Ptolemeus II. Alle inscripties van de blokken zijn niet ouder dan de 30e dynastie.
Voor de christenen is de plaats bekend als een deel van de route van de Heilige Familie tijdens hun vlucht naar Egypte.